# Szedyt
Szedyt – materiał wybuchowy, mieszanina chloranu lub nadchloranu potasu z tłuszczami roślinnymi i nitrozwiązkami. Nazwa pochodzi od francuskiej miejscowości Chedde (w departamencie Górna Sabaudia), która była pierwszym miejscem jego produkcji. Został wynaleziony w roku 1897 i szybko zyskał bardzo duże znaczenie. Współcześnie stosowany jest w spłonkach w amunicji strzeleckiej.
Ze względu na łatwość produkcji i dostępność składników, podstawowy materiał wybuchowy produkowany przez polskie podziemie w czasie II wojny światowej (wyprodukowano ok. 70 ton).
Niezbędny do produkcji szedytu chloran potasu pochodził m.in. z fabryki Kijewski, Scholtze i Spółka znajdującej się przy ul. Siarczanej 6 na Targówku w Warszawie, będącej jedynym producentem tej substancji na terenie Generalnego Gubernatorstwa. 27 maja 1943 w akcji specjalnej przeciwko tej kontrolowanej przez Niemców fabryce zdobyto 21 beczek chloranu potasu i 10 beczek tlenku żelaza.